# Populierenuil
De populierenuil (Parastichtis suspecta) is een nachtvlinder uit de familie van de uilen, de Noctuidae. De wetenschappelijke naam is als Noctua suspecta gepubliceerd door Jacob Hübner in 1817.

## Beschrijving
De voorvleugellengte bedraagt tussen de 14 en 16 millimeter. De grondkleur van de voorvleugels is variabel, van grijs via paarsig, tot bruin. Meestal is de kleuring vrij egaal. De dwarslijnen zijn fijn, bestaan soms uit niet meer dan puntjes.

## Levenscyclus
De populierenuil gebruikt voornamelijk berk, ook wilg en populier en mogelijk zelfs kruidachtige planten, als waardplanten. De rups is te vinden van april tot juni. De soort overwintert als ei. De vlinder kent één generatie die vliegt van juni tot en met augustus.

## Voorkomen
De soort komt verspreid over een groot deel van het Palearctisch gebied voor. De populierenuil is in Nederland en België een vrij gewone soort. 